# Liothrips
Liothrips es un género de trips con al menos 300 especies descritas. Están ordenados en tres subgéneros; Epiliothrips (2 especies), Liothrips (262 especies) y Zopyrothrips (25 especies).

## Especies
Subgénero Epiliothrips Priesner, 1965
- Liothrips postocularis
- Liothrips willcocksi

Subgénero Liothrips Uzel, 1895
| - Liothrips aberrans - Liothrips abstrusus - Liothrips acuminatus - Liothrips adisi - Liothrips adusticornis - Liothrips aemulans - Liothrips aequilus - Liothrips aethiops - Liothrips africanus - Liothrips amabilis - Liothrips amoenus - Liothrips ampelopsidis - Liothrips ananthakrishnani - Liothrips annulifer - Liothrips anogeissi - Liothrips anonae - Liothrips antennatus - Liothrips apicatus - Liothrips araliae - Liothrips arrogantis - Liothrips assimulans - Liothrips associatus - Liothrips ater - Liothrips atratus - Liothrips atricapillus - Liothrips atricolor - Liothrips avocadis - Liothrips aztecus - Liothrips baccati - Liothrips badius - Liothrips barronis - Liothrips bibbyi - Liothrips bireni - Liothrips bispinosus - Liothrips bomiensis - Liothrips bondari - Liothrips bosei - Liothrips bournieri - Liothrips bournierorum - Liothrips brasiliensis - Liothrips brevicollis - Liothrips brevicornis - Liothrips brevifemur - Liothrips brevitubus - Liothrips brevitubus - Liothrips brevitubus - Liothrips buffae - Liothrips capnodes - Liothrips caryae - Liothrips castaneae - Liothrips cecidii - Liothrips champakae - Liothrips chavicae - Liothrips chinensis - Liothrips citricornis - Liothrips citricornis - Liothrips clarus - Liothrips cognatus - Liothrips colimae - Liothrips collustratus - Liothrips condei - Liothrips confusus - Liothrips convergens - Liothrips cordiae - Liothrips corni - Liothrips crassipes - Liothrips cunctans - Liothrips cuspidatae - Liothrips debilis - Liothrips dentifer - Liothrips devriesi - Liothrips didymopanicis - Liothrips digressus - Liothrips dissochaetae - Liothrips distinctus - Liothrips diwasabiae - Liothrips dumosus - Liothrips dux - Liothrips elaeocarpi - Liothrips elatostemae - Liothrips emulatus - Liothrips epacrus - Liothrips epimeralis - Liothrips eremicus - Liothrips errabundus - Liothrips euryae - Liothrips exiguus - Liothrips exilis - Liothrips fagraeae - Liothrips flavescens - Liothrips flavipes - Liothrips flavitibia - Liothrips floridensis - Liothrips fluggeae - Liothrips fragilis - Liothrips fraudulentus - Liothrips fulmekianus - Liothrips fumicornis - Liothrips fungi - Liothrips furvus - Liothrips fuscus - Liothrips gaviotae - Liothrips genualis - Liothrips glycinicola - Liothrips gymnosporiae - Liothrips gynopogoni - Liothrips hagai - Liothrips heptapleurinus - Liothrips himalayanus - Liothrips horutonoki - Liothrips hyalinipennis - Liothrips ilex - Liothrips indicus - Liothrips infrequens - Liothrips inquilinus - Liothrips insidiosus - Liothrips interlocatus - Liothrips invisus - Liothrips jakhontovi - Liothrips jazykovi - Liothrips jogensis - Liothrips kannani - Liothrips karnyi - Liothrips kingi - Liothrips kolliensis - Liothrips kurosawai - Liothrips kusunoki - Liothrips kuwanai - Liothrips kuwayamai - Liothrips laingi - Liothrips laureli | - Liothrips lepidus - Liothrips leucopus - Liothrips litsaeae - Liothrips longiceps - Liothrips longicornis - Liothrips longitubus - Liothrips loranthi - Liothrips luzonensis - Liothrips macgregori - Liothrips machilus - Liothrips major - Liothrips malabaricus - Liothrips matudai - Liothrips mayumi - Liothrips melanarius - Liothrips mendesi - Liothrips mexicanus - Liothrips mikaniae - Liothrips miniati - Liothrips minys - Liothrips mirabilis - Liothrips miyatakei - Liothrips miyazakii - Liothrips mohanrami - Liothrips monae - Liothrips monoensis - Liothrips monsterae - Liothrips montanus - Liothrips morindae - Liothrips morulus - Liothrips moultoni - Liothrips mucronis - Liothrips muralii - Liothrips muscorum - Liothrips nanus - Liothrips neosmerinthi - Liothrips nigriculus - Liothrips nubilis - Liothrips obscurus - Liothrips ocellatus - Liothrips oculatus - Liothrips oleae - Liothrips omphalopinus - Liothrips orchidis - Liothrips palasae - Liothrips pallicornis - Liothrips pallicrus - Liothrips pallipes - Liothrips parcus - Liothrips penetralis - Liothrips perandaphaga - Liothrips perseae - Liothrips peruviensis - Liothrips piger - Liothrips piperinus - Liothrips pistaciae - Liothrips polybotryae - Liothrips polyosminus - Liothrips praelongus - Liothrips pragensis - Liothrips priesneri - Liothrips pruni - Liothrips querci - Liothrips ramakrishnae - Liothrips raoensis - Liothrips rectigenis - Liothrips renukae - Liothrips retrofracti - Liothrips retusus - Liothrips reynvaanae - Liothrips rhaphidophorae - Liothrips rohdeae - Liothrips rostratus - Liothrips rubiae - Liothrips russelli - Liothrips salti - Liothrips sambuci - Liothrips sangali - Liothrips sanxianensis - Liothrips sarmentosi - Liothrips satanas - Liothrips scotti - Liothrips seshadrii - Liothrips seticollis - Liothrips setinodis - Liothrips shii - Liothrips shishiudo - Liothrips sibajakensis - Liothrips silvestrii - Liothrips similis - Liothrips sinarundinariae - Liothrips smeeanus - Liothrips soembanus - Liothrips soror - Liothrips striaticeps - Liothrips styracinus - Liothrips suavis - Liothrips sulcifrons - Liothrips tabascensis - Liothrips takahashii - Liothrips tandiliensis - Liothrips tarsidens - Liothrips tenuicornis - Liothrips tenuis - Liothrips terminaliae - Liothrips tersus - Liothrips tertius - Liothrips tessariae - Liothrips tibialis - Liothrips tridentatus - Liothrips tropicus - Liothrips tsutsumii - Liothrips tupac - Liothrips turkestanicus - Liothrips umbripennis - Liothrips unicolor - Liothrips urichi - Liothrips usitatus - Liothrips vaneeckei - Liothrips variabilis - Liothrips varicornis - Liothrips vernoniae - Liothrips versicolor - Liothrips vichitravarna - Liothrips vigilax - Liothrips wangjinensis - Liothrips wasabiae - Liothrips wittmeri - Liothrips xanthocerus - Liothrips zeteki |

Subgénero Zopyrothrips Priesner, 1968
| - Liothrips astutus - Liothrips claripennis - Liothrips comparandus - Liothrips extractus - Liothrips fumipennis - Liothrips heptapleuri - Liothrips heptapleuricola - Liothrips ingratus - Liothrips jacobsoni - Liothrips latro - Liothrips litoralis - Liothrips macropanacis - Liothrips maximus | - Liothrips nervisequus - Liothrips nigripes - Liothrips praetermissus - Liothrips racemosae - Liothrips schefflerae - Liothrips simillimus - Liothrips sordidus - Liothrips spectabilis - Liothrips taurus - Liothrips tetrastigmae - Liothrips viticola - Liothrips vitivorus |